# Otlukbeli
Otlukbeli ist eine Stadt und zugleich Verwaltungszentrum des gleichnamigen Landkreises in der türkischen Provinz Erzincan. Die Stadt liegt etwa 103 Straßenkilometer nordöstlich von Erzincan und beherbergt etwa 82 Prozent der Landkreisbevölkerung. Bis zum Anfang des 20. Jahrhunderts lebte in Otlukbeli eine armenische Minderheit gemeinsam mit Türken, Kurden und Zaza.

## Landkreis
Der Landkreis Otlukbeli liegt im Nordosten der Provinz und grenzt im Süden an die Kreise Çayırlı und Tercan, im Norden an die Provinz Bayburt sowie im Westen an die Provinz Erzurum. Er wurde am 20. Mai 1990 durch Abspaltung des nördlichen Teils des Kreises Çayırlı gegründet. Bis dahin war es ein eigener Bucak in diesem Kreis. Der Bucak hatte bei der letzten Volkszählung vor der Gebietsänderung (am 20. Oktober 1985) einen Bevölkerungsstand von 7039, wovon 2815 auf das Verwaltungszentrum Bucak Merkezi Otlukbeli entfielen.
Der Landkreis Otlukbeli ist mit einer Fläche von 320 km² der kleinste der Provinz. Ende 2020 war Otlukbeli mit 2456 Einwohnern der Landkreis mit der niedrigsten Bevölkerung in der Provinz Erzincan. Die Bevölkerungsdichte liegt mit 8 Einwohnern je Quadratkilometer unter dem Provinzdurchschnitt (20 Einwohner je km²). Neben der Kreisstadt gehören noch zehn Dörfer (Köy) mit durchschnittlich 43 Bewohnern zum Kreis. Das ist der niedrigste Einwohnerstand pro Dorf, der Provinzdurchschnitt aller 522 Dörfer beträgt 69 Einwohner. Karadivan ist mit 85 Einwohnern das größte Dorf.